# 木戸川 (船橋市)
木戸川（きどがわ）は、千葉県船橋市を流れる利根川水系の準用河川である。

## 流域
船橋市南三咲付近、滝不動駅の西側に源を発し、住宅地の地下を東流する。大穴南5丁目の高根台さくら公園付近で地上に出て、大穴地区と松が丘との境界を流れ、南側（松が丘方）に住宅地が広がる。大穴川（1,124m）を合わせると大穴北・古和釜町の境界となり、三咲川（3,008m）と神保川（2,095m）を続けて合わせる。金堀町付近を蛇行し、八千代市との境界にて桑納川に合流する。流路延長4,151mのうち、地上区間2,700mが準用河川に指定されている。

## 治水
源流部は高根台団地を始めとする住宅街であり、市街化の進行に伴い下流部の水田地帯では豪雨時に洪水被害を受けている。2001年（平成13年）に台風15号の被害に遭い、これを受けて改修事業を進めるため翌2002年（平成14年）に一部が準用河川に指定された。それ以前より改修促進の要望はあったものの、千葉県管轄の桑納川改修を待つ必要があったことからその目処が立つまで事業化を見送ってきた経緯がある。
2003年（平成15年）には木戸川整備計画懇談会が設立され、地域住民や有識者等とともに整備計画が策定された。2007年（平成19年）度より順次河川改修を進めている。当初は2011年（平成23年）の事業完了予定だったが、国庫補助金の減額や用地買収の難航、そして千葉県道57号千葉鎌ヶ谷松戸線の橋梁架け替えに多額の費用を要することなどから2015年（平成27年）度まで延長された。
改修前は河川幅が4 - 5mで、大半の区間に梁が渡されていた。これを15 - 21mまで拡幅し、時間降雨量50mmに対応する。また両岸に幅3mの管理用通路を整備し、水生生物に配慮した低水路も設置するとしている。滝不動地区の生活排水の流出先であり、また地上に現れる高根台さくら公園がかつては汚水処理場だった経緯もあり、河川水の汚濁も問題となっている。そのため浸透施設や簡易的浄化施設などの普及も織り込むとともに、市内では二重川に続く多自然型川づくりのモデルとして新たな親水空間の創造を目指している。

## 主な橋
- 木戸川1号橋
- 木戸川4号橋 - 旧市道豊富古和釜線・歩行者専用化
- 古和釜橋 - 千葉県道57号千葉鎌ヶ谷松戸線
- 木戸川2号橋
- 木戸川5号橋

## 参考資料
- 準用河川木戸川整備計画（船橋市）
- 木戸川整備計画懇談会の概要（船橋市）
- 木戸川河川整備パンフレット（船橋市）